# Pack-In-Video
Pack-In-Video (パック・イン・ビデオ; também conhecido como Pack-In-Soft) é uma publicadora e desenvolvedora de jogos eletrônicos japonesa que já produziu uma ampla gama de jogos para a plataforma Famicom. A maioria dos jogos publicados pela empresa foi focada para o mercado japonês, apesar de alguns títulos terem sido lançados para outros países. Em 1996, a Pack-In-Video foi fundida com a divisão de jogos eletrônicos da Victor Entertainment, tornando-se a Victor Interactive Software (atualmente parte da Marvelous Entertainment).
Inclusos na lista de títulos publicados estão Aces: Iron Eagle III (1992), Bakushō! Star Monomane Shitennou (1990), Die Hard (1991) e Jigoku Gokuraku Maru, que também foi publicado como Kabuki Quantum Fighter nos Estados Unidos.

## Lista de jogos
| Publicados                                | Publicados | Publicados               |
| Título do jogo                            | Data       | Plataforma               |
| ----------------------------------------- | ---------- | ------------------------ |
| Luna Lander                               |            | Game Boy                 |
| Minesweeper                               |            | Game Boy                 |
| Trump Boy                                 |            | Game Boy                 |
| Downhill Snow                             |            | PlayStation              |
| Wangan Dead Heat                          |            | Saturn                   |
| Wangan Dead Heat + Real Arrange           |            | Saturn                   |
| AIII S.V.: Super A-Train 3                | 1995       | Super Famicom/Super NES  |
| Monstania                                 | 1996       | Super Famicom/Super NES  |
| Umi no Nushi Tsuri                        |            | Super Famicom/Super NES  |
| Magical Pop'n                             | 1995       | Super Famicom/Super NES  |
| Armed Formation F                         | 1990       | TurboGrafx/Duo/PC Engine |
| Metal Angel                               |            | TurboGrafx/Duo/PC Engine |
| Metal Angel II                            |            | TurboGrafx/Duo/PC Engine |
| Virtual Fishing                           | 1995       | Virtual Boy              |
| Desenvolvidos                             |            |                          |
| Título do jogo                            | Data       | Plataforma               |
| Scramble Cobra                            |            | 3DO                      |
| Boundary Gate: Daughter of Kingdom        |            | PC-FX                    |
| Umi no Nushi Tsuri: Takarajima he Mukatte |            | PlayStation              |
| Umi no Nushi Tsuri                        |            | Super Famicom/Super NES  |
| Harvest Moon                              |            | Super Famicom/Super NES  |
| Friday the 13th                           |            | Famicom/NES              |
| Rambo                                     |            | Famicom/NES              |